# Enea
Ne doit pas être confondu avec Agenzia nazionale per le nuove tecnologie, l'energia e lo sviluppo economico sostenibile.
Pour plus de détails, voir Fiche technique et Distribution.
Enea est un film italien réalisé par Pietro Castellitto, sorti en 2023.

## Fiche technique
Sauf indication contraire, les informations mentionnées dans cette section peuvent être confirmées par la base de données cinématographiques IMDb,  présente dans la section « Liens externes ».
- Titre original : Enea
- Réalisation et scénario : Pietro Castellitto
- Costumes : Andrea Cavalletto
- Photographie : Radek Ladczuk
- Montage : Gianluca Scarpa
- Pays d'origine : Italie
- Format : Couleurs
- Genre : drame
- Durée : 115 minutes
- Date de sortie :
  - Italie : 5 septembre 2023 (Mostra de Venise 2023)

## Distribution
- Pietro Castellitto : Enea
- Giorgio Quarzo Guarascio : Valentino
- Benedetta Porcaroli : Eva
- Chiara Noschese : Marina
- Giorgio Montanini : Oreste Dicembre
- Adamo Dionisi : Giordano
- Matteo Branciamore :
- Cesare Castellitto : Brenno
- Clara Galante :
- Paolo Giovannucci :
- Sergio Castellitto : Céleste

## Distinction

### Sélection
- Mostra de Venise 2023 : en compétition officielle[1]